# Attagenus hottentotus
Attagenus hottentotus is een keversoort uit de familie spektorren (Dermestidae). De wetenschappelijke naam van de soort werd in 1844 gepubliceerd door Félix Édouard Guérin-Méneville -Méneville.